# USS Grampus (SS-523)
USS Grampus (SS-523) là một  tàu ngầm lớp Tench được Hải quân Hoa Kỳ chế tạo vào giai đoạn cuối Chiến tranh Thế giới thứ hai. Nó là chiếc tàu chiến thứ bảy của Hải quân Hoa Kỳ được đặt cái tên này, theo tên cá heo Risso Được hạ thủy từ cuối năm 1944, công việc hoàn tất Grampus bị hoãn lại sau khi cuộc xung đột kết thúc, và chỉ được nối tiếp vào năm 1948 với cấu hình được nâng cấp theo đề án GUPPY II. Sau khi nhập biên chế năm 1949, nó đã phục vụ trong giai đoạn Chiến tranh Lạnh cho đến khi ngừng hoạt động và chuyển cho Brazil vào năm 1972. Nó tiếp tục phục vụ cùng Hải quân Brazil như là chiếc Rio Grande do Sul (S-11) cho đến khi xuất biên chế năm 1978 và bị tháo dỡ năm 1981.

## Thiết kế và chế tạo

### Thiết kế
Lớp tàu ngầm Tench là sự cải tiến tiếp theo của các lớp tàu ngầm hạm đội   Balao và   Gato, vốn đã chứng minh thành công trong hoạt động chống Nhật Bản tại Mặt trận Thái Bình Dương. Lớp tàu này, tích lũy những kinh nghiệm trong giai đoạn đầu của cuộc xung đột, là lớp tàu ngầm cuối cùng được Hải quân Hoa Kỳ chế tạo trong chiến tranh.
Những chiếc lớp Tench có chiều dài 311 ft 9 in (95,02 m), mạn tàu rộng 27 ft 4 in (8,33 m) và mớn nước tối đa 17 ft (5,2 m), có trọng lượng choán nước 1.570 tấn Anh (1.600 t) khi nổi và 2.414 tấn Anh (2.453 t) khi lặn. Chúng trang bị bốn động cơ diesel Fairbanks-Morse 38D8-⅛ 10-xy lanh chuyển động đối xứng, dẫn động máy phát điện để cung cấp điện năng cho hai động cơ điện, đạt được công suất 5.400 shp (4.000 kW) cho phép di chuyển với tốc độ tối đa 20,25 hải lý trên giờ (37,50 km/h) khi nổi. Khi hoạt động ngầm dưới nước, chúng được cung cấp điện từ hai dàn ắc-quy Sargo 126-cell để vận hành hai động cơ điện Elliott lõi kép tốc độ chậm, có công suất 2.740 shp (2.040 kW) và đạt tốc độ tối đa 8,75 kn (16,21 km/h). Tầm xa hoạt động là 16.000 hải lý (30.000 km) khi đi trên mặt nước ở tốc độ 10 kn (19 km/h) và có thể hoạt động kéo dài đến 75 ngày; tuy nhiên khả năng hoạt động ngầm bị giới hạn bởi dung lượng điện ắc-quy, sẽ cạn trong 48 giờ khi di chuyển với tốc độ 2 kn (3,7 km/h). Chiếc tàu ngầm mang theo tiếp liệu đủ cho mười sĩ quan và 71 thủy thủ trong 75 ngày.
Lớp Tench được trang bị mười ống phóng ngư lôi 21 in (530 mm), gồm sáu ống trước mũi và bốn ống phía đuôi tàu, và mang theo tổng cộng 28 quả ngư lôi. Vũ khí trên boong tàu gồm một hải pháo 5 inch/25 caliber, một khẩu pháo phòng không Bofors 40 mm nòng đơn và một khẩu đội Oerlikon 20 mm nòng đôi, kèm theo hai súng máy .50 caliber.

### Chế tạo
Grampus được đặt lườn tại Xưởng hải quân Boston ở Boston, Massachusetts vào ngày 8 tháng 2, 1944 và được hạ thủy vào ngày 16 tháng 12, 1944 mà không làm lễ đặt tên và đỡ đầu. Tuy nhiên, việc hoàn thiện Grampus bị hoãn lại do cuộc xung đột đã chấm dứt, và chỉ được nối tiếp vào năm 1948 với cấu hình được nâng cấp theo đề án GUPPY II. Con tàu được làm lễ đặt tên và được đỡ đầu bởi bà Charlotte Linné Woodward, phu nhân Phó đô đốc Clark H. Woodward khi được cho nhập biên chế cùng Hải quân Hoa Kỳ vào ngày 26 tháng 10, 1949, dưới quyền chỉ huy của Hạm trưởng, Trung tá Hải quân George F. Sharp.

## Lịch sử hoạt động

### USSGrampus
Được trang bị ống hơi giúp nâng cao khả năng hoạt động ngầm dưới nước so với những tàu nầm thời Thế Chiến II, Grampus trở thành nguyên mẫu cho những tàu ngầm GUPPY, đồng thời nhiều cải tiến cũng được đem áp dụng cho những tàu ngầm hạt nhân sau này. Nó gia nhập Đội tàu ngằm 61 tại Norfolk, Virginia, và tham gia một loạt các cuộc tập trận dọc theo vùng bờ Đông và vùng biển Caribe, bao gồm thực hành tấn công và tác xạ ngư lôi, thử nghiệm ống hơi và huấn luyện chống tàu ngầm. Con tàu cũng thực hiện nhiều chuyến tuần tra trong thành phần các đội tìm-diệt tàu ngầm.
Từ ngày 5 tháng 1 đến ngày 2 tháng 4, 1955, Grampus được phái sang hoạt động tại khu vực Địa Trung Hải, nơi nó đã viếng thăm thiện chí Algiers, Naples, Barcelona, Malta, Beirut, Monaco và Gibraltar trước khi quay trở về Norfolk. Chiếc tàu ngầm xen kẻ các hoạt động huấn luyện thường lệ từ cảng nhà với những đợt đại tu tại Portsmouth, New Hampshire, và Philadelphia, Pennsylvania. Vào cuối thập niên 1950 và đầu thập niên 1960]], nó hoạt động từ căn cứ Norfolk trong khu vực Bắc Đại Tây Dương.
Grampus đã phục vụ cùng Đội đặc nhiệm Alfa trong sáu tuần lễ vào đầu năm 1964, rồi có một lượt hoạt động cùng Đệ Lục hạm đội tại khu vực Địa Trung Hải từ ngày 3 tháng 4 đến ngày 3 tháng 8. Sau khi quay trở về Hoa Kỳ, nó hoạt động tại vùng biển ngoài khơi Virginia Capes trước khi được đại tu tại Xưởng hải quân Philadelphia vào giữa tháng 4, 1965. Rời xưởng tàu, nó chạy thử máy và huấn luyện ôn tập rồi tiếp tục hoạt động dọc theo vùng bờ Đông, chủ yếu tiến hành các đợt tập trận chống tàu ngầm.
Vào ngày 13 tháng 5, 1966, Grampus xuất phát từ Norfolk cho một chuyến đi sang vùng biển Bắc Âu, nơi nó tham gia các cuộc tập trận trong khuôn khổ Khối NATO. Sau khi quay trở về Norfolk vào ngày 30 tháng 8, chiếc tàu ngầm tiếp tục hoạt động ngoài khơi Virginia Capes và tại vùng biển Caribe. Nó lên đường đi Philadelphia vào ngày 29 tháng 12 để được sửa chữa trong xưởng tàu, và sau đó tiếp tục hoạt động trong thành phần Hạm đội Đại Tây Dương.

### Rio Grande do Sul(S-11)
Vào ngày 13 tháng 5, 1972, Grampus được cho xuất biên chế tại Xưởng hải quân Philadelphia, đồng thời được rút tên khỏi danh sách Đăng bạ Hải quân Hoa Kỳ. Con tàu được chuyển cho Brazil để phục vụ cùng Hải quân Brazil như là chiếc
Rio Grande do Sul (S-11), nhằm thay thế cho chiếc tàu ngầm tiền nhiệm trùng cả tên lẫn số hiệu, nguyên là chiếc USS Sand Lance (SS-381). Sau sáu năm phục vụ, nó được cho xuất biên chế vào ngày 16 tháng 11, 1978, và bị bán để tháo dỡ vào ngày 18 tháng 6, 1981.